# Dry As a Bone
Dry as a Bone è un EP del gruppo musicale grunge Green River pubblicato nel 1987.

## Tracce
1. Unwind – 4:43
2. Baby Takes – 4:22
3. This Town – 3:24
4. P.C.C. – 3:42
5. Ozzie – 3:11